# Всеукраїнський патріотичний союз
Всеукраїнський патріотичний союз — сучасна українська політична партія. Зареєстрована Міністерством юстиції 18 січня 2005 року. Стала 105-ю партією, зареєстрованою в незалежній Україні.

## Символіка
Знак партії містить 4 червоні смуги, стилізовані під український національний орнамент.

## Лідери партії
Лідером партії був В'ячеслав Степанович Родиченко. З травня 2009 року партію очолює Ганжа Сергій Валентинович , генерал-майор СБУ, який станом на січень 2015 року перебував у розшуку за державну зраду.

## Участь у виборах
Від партії висувалися кандидати в місцеві ради та мери міст на виборах у місцеві органи влади 2010 року. У Черкасах у мери балотувався кандидат, ім'я і прізвище якого збігалося з такими чинного на той час мера Сергія Одарича. У мери міста Острог балотувався Микола Грищук, проректор Національного університету «Острозька академія».
У мери Рівного від партії балотувався чинний на той час мер Володимир Хомко, який переміг на виборах. Втім, Хомко неодноразово заявляв про власну безпартійність.